# L'ultimo giorno di Pompei
L'ultimo giorno di Pompei (título original en italiano; en español, El último día de Pompeya) es un "melodramma" en tres actos con música de Giovanni Pacini y libreto en italiano de Andrea Leone Tottola. Se estrenó en el Teatro de San Carlos de Nápoles, el 19 de noviembre de 1825.

## Argumento
La trama se desarrolla en Pompeya, en el año 79 d. C. pocas horas antes de la erupción del Vesubio. Relata el amor del tribuno Appio hacia Ottavia, mujer del nuevo primer magistrado Sallustio. Al no corresponder a su amor, Appio medita una venganza contra Ottavia y su marido. Finge que la mujer tiene un amante, y lo hace de manera que el mismo Sallustio lo descubra y la condene a muerte. 
Cuando Ottavia va a ser enterradada viva, Pubblio, el principal colaborador de Appio, lleno de remordimientos desvela la trama de éste, con lo que se detiene la sentencia. En ese momento el Vesubio entra en erupción, destruyendo la ciudad. Sallustio y su mujer son salvados por el hijo Menenio que llega en una biga, mientras que los demás huyen despavoridos.